# SN 2003df
SN 2003df – supernowa odkryta 9 marca 2003 roku w galaktyce A120731+2657. W momencie odkrycia miała maksymalną jasność 20,30m.